# 丹戎巴葛

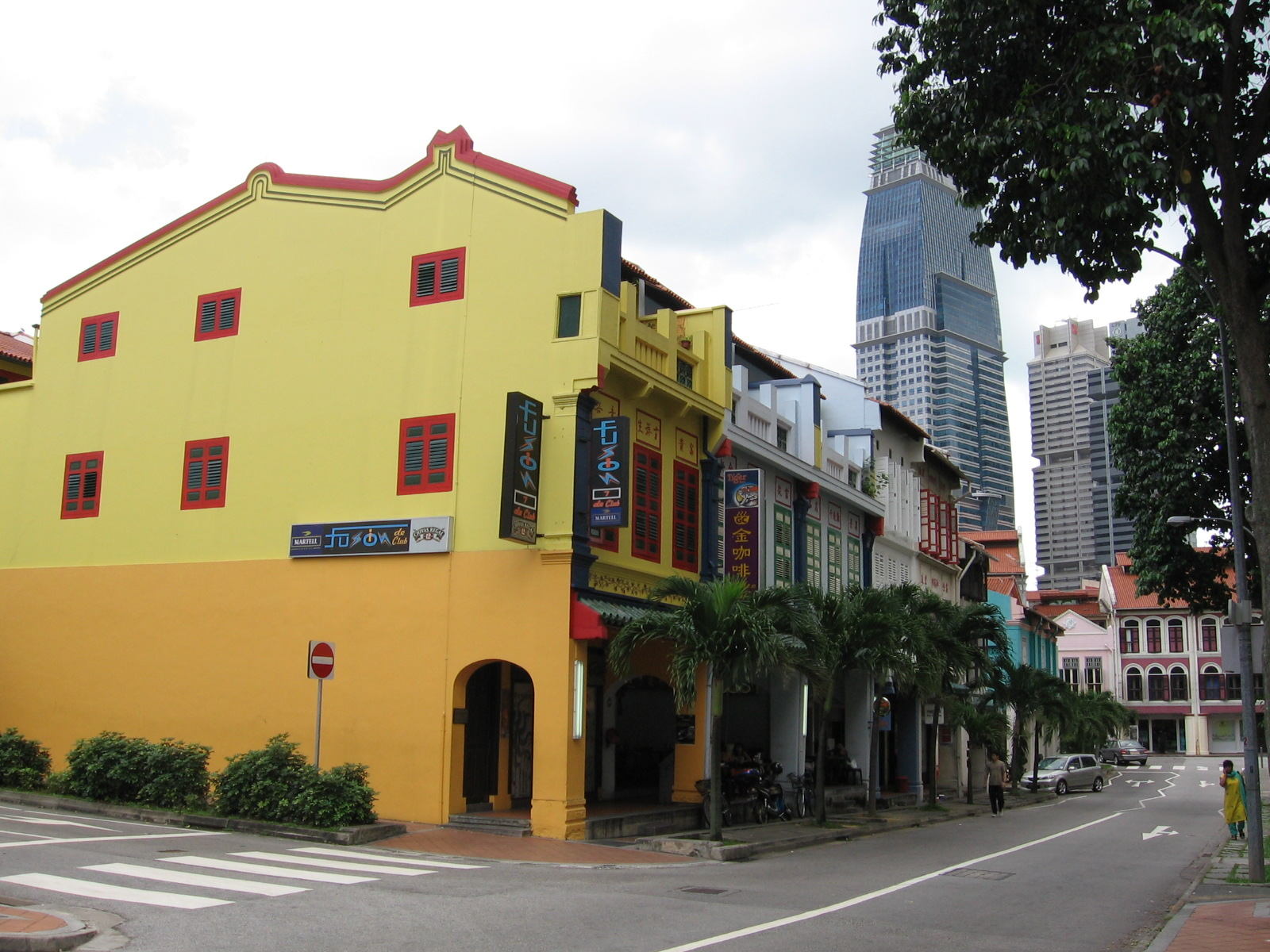
以詹姆斯·克雷格上尉為名的克力路

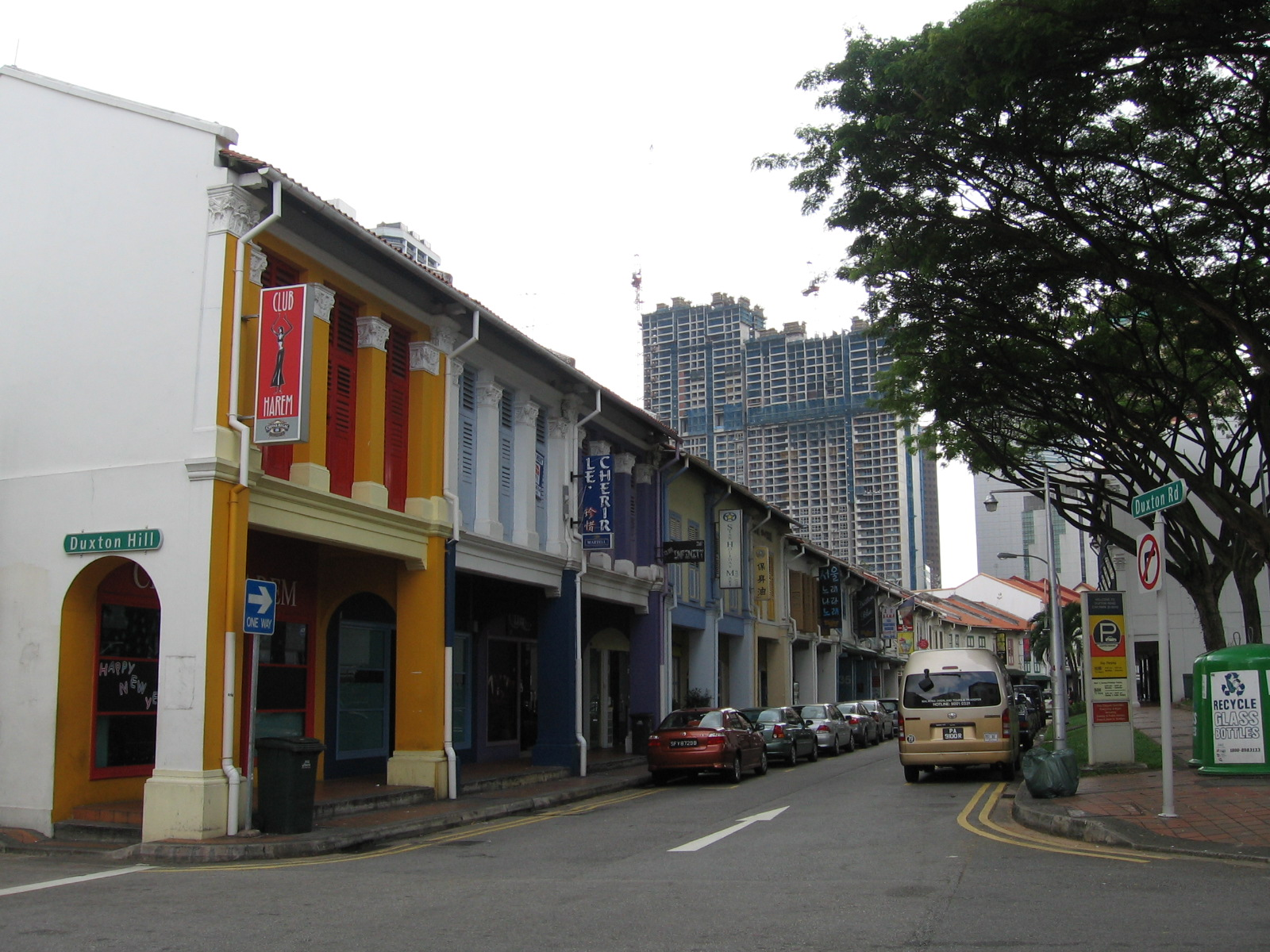
达士敦路，原為肉荳蔻種植園。

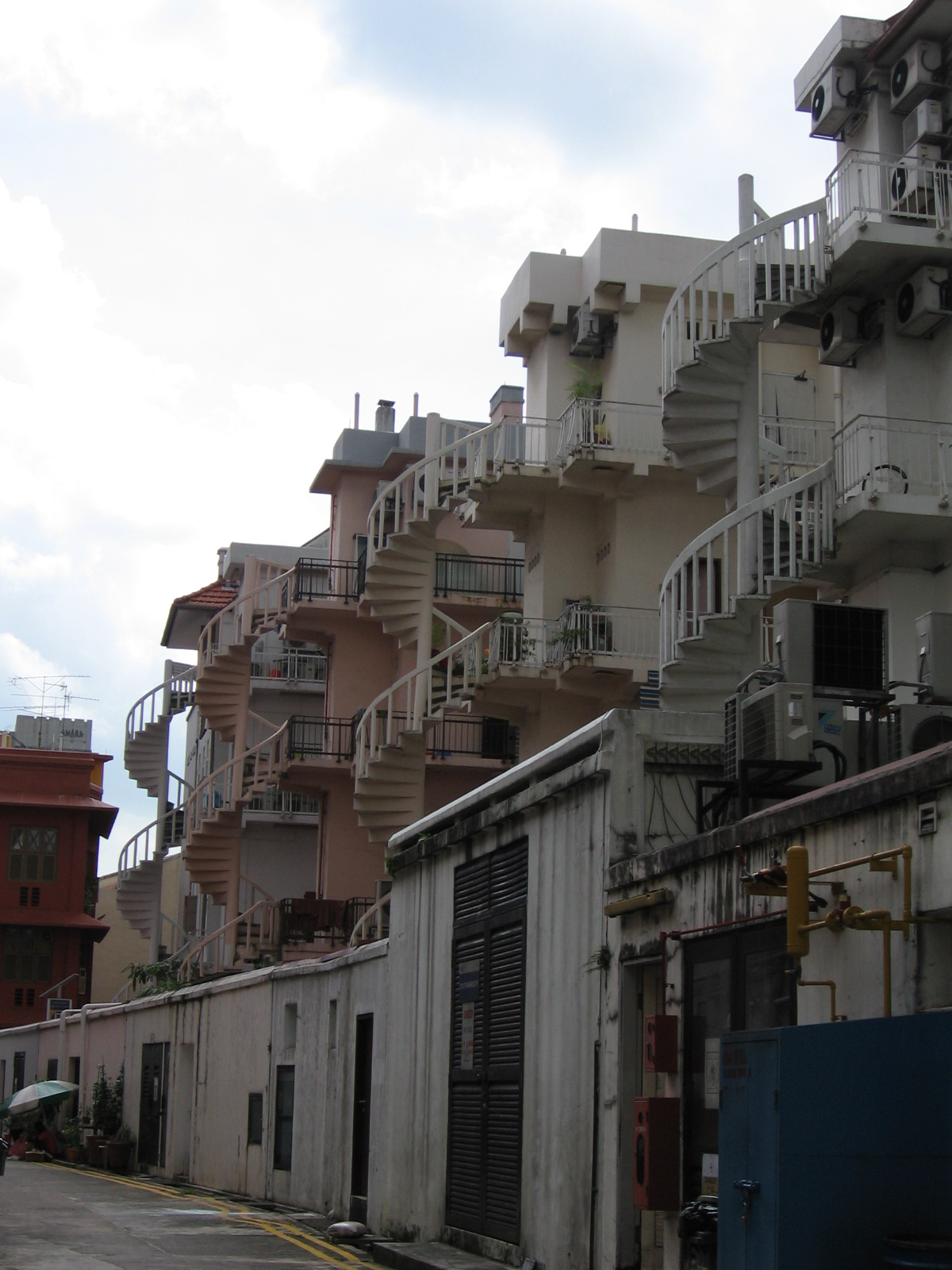
店屋後方的旋轉樓梯

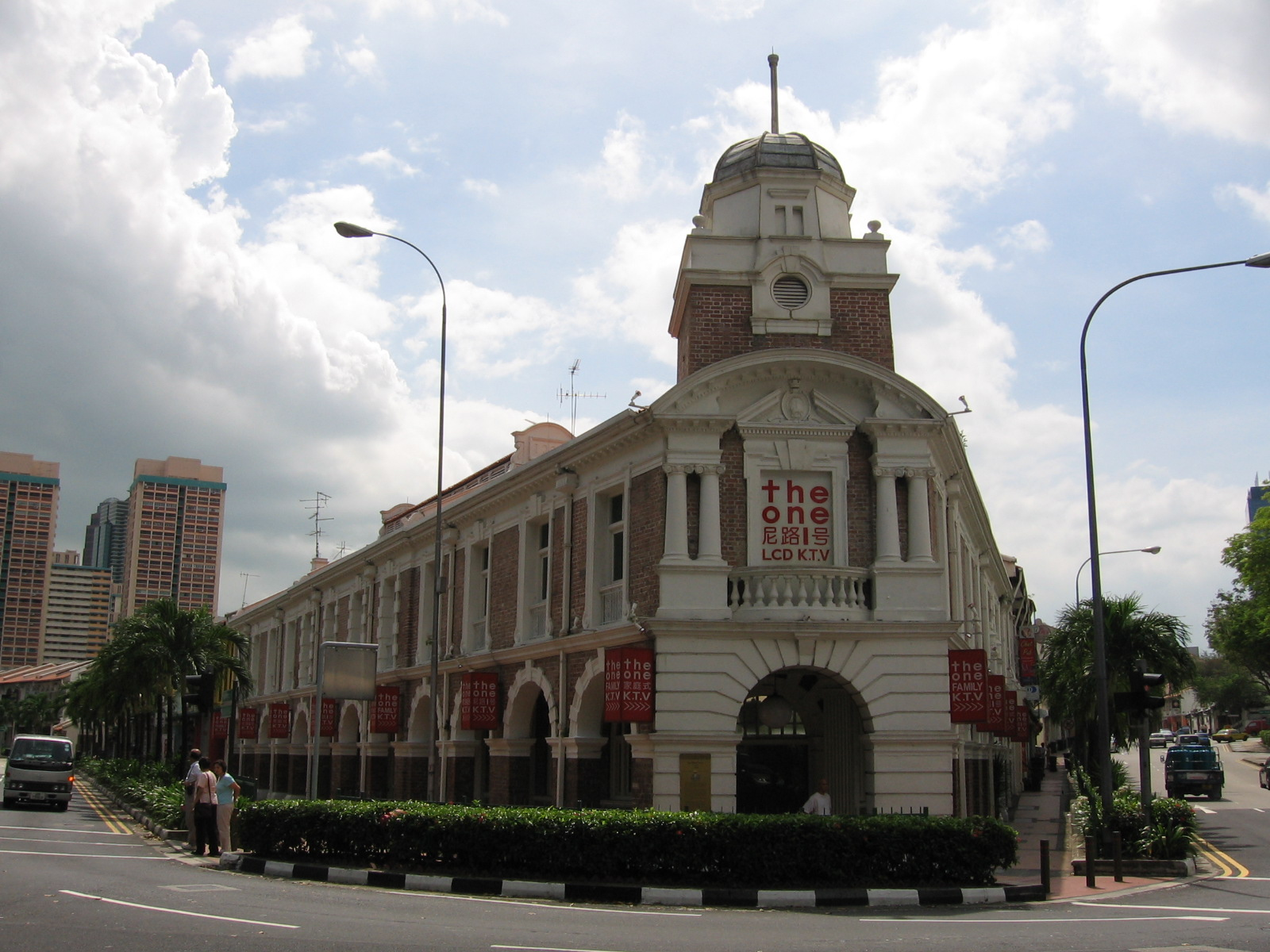
金吉力沙人力车站（1904年建成）

丹戎巴葛 (別名丹戎百加)，是位於新加坡市中心規劃區的分區之一，同時是當地核心商業區西陲的一個具歷史特色的區域。
丹戎巴葛最具代表性的地標之一是丹戎巴葛火車站。它建於1932年，於2011年停止運作。這座具有獨特裝飾藝術風格的車站已被改建為博物館，同時也是廣東民站（Cantonment MRT）的所在地，該地鐵站以廣東民路（Cantonment Road）命名。 車站建於1932年，為裝飾藝術風格的建築，2011年起已被廢棄。由丹戎巴葛火車總站出發，乘火車到馬來西亞探親，是新加坡人的集體回憶。
此外，丹戎巴葛聚集了不少韓國餐廳，因此有「小韓國」之稱，為新加坡的韓國街之一。

## 名稱
丹戎巴葛源自於馬來語，意為「木樁岬」（cape of stakes）。據說，該地區曾被紅樹林覆蓋，漁民們用木樁標記捕魚界限，因為這裡曾經是一個漁村。如今，這裡新舊建築交相輝映，形成有趣的對比。

## 歷史
丹戎巴葛原是一座稱為Salinter的漁村，至19世紀中期，已有不少在鄰近碼頭工作的中國及印度裔苦力於這裡居住。金吉力沙人力车站建成後，引來大量人力車車夫在此謀生，直到第二次世界大戰後方被現代交通工具所取代。

## 主要街道
- Anson Road（安順路），取自海峽殖民地署理總督安順爵士（Sir Archibald Edward Harbord Anson）。
- Cantonment Road（广东明路），取自殖民地时期駐紮當地的印度兵兵營。林氏大宗祠（九龙堂）成立于1928年，就座落在广东明路。
- Cecil Street（丝丝街），取自海峽殖民地總督史密斯爵士（Sir Cecil Clementi Smith）。
- Choon Guan Street（俊源街），取自新加坡华商及慈善家李俊源（Lee Choon Guan），著名僑領李清淵（Lee Cheng Yan）之子。
- Craig Road（克力路），取自殖民地时期的James Craig上校。
- Duxton Hill（达士敦山），取自殖民时期官員Dr. J. William Montgomerie的官邸Duxton House。
- Enggor Street（英莪街），取自马来西亚霹雳州（Perak）江沙县（Kuala Kangsar）的城镇「永悟」。
- Gopeng Street（高平街），取自马来西亚霹雳州金宝县（Kampar）的城镇务边。
- Hoe Chiang Road（和昌路），取自华商林德金建立的黃梨和咖啡公司林和昌公司。
- Kee Seng Steet（基生街），取自新加坡华商陈基生（Tan Kee Seng）。
- Lim Teck Kim Road（林德金路），取自新加坡华商林德金。
- Peck Seah Street（柏城街），取自新加坡侨领佘有进（Seah Eu Chin）的兒子佘柏城。主祀最高位阶城隍爷「威灵公」的百年老庙「都城隍庙」创立于1898年，就座落在柏城街。
- Robinson Road（罗敏申路），取自海峽殖民地總督罗敏申爵士（Sir William Cleaver Francis Robinson）。
- Shenton Way（珊顿道），取自海峽殖民地總督珊顿爵士（Sir Shenton Thomas）。
- Teo Hong Road（赵芳路），取自木匠出身的华商赵芳。
- Wallich Street（华利街），取自19世纪旅居新加坡的英国外科医生及植物学家Nathaniel Wallich。
- Yan Kit Road（寅杰路），取自橡胶業华商陆寅杰（Look Yan Kit）。普陀寺创立于1911年，在1968年迁到寅杰路。